# Aeroportul San Luis
Aeroportul San Luis (IATA: IPI, ICAO: SKIP) este un aeroport din Nariño, Columbia ce deservește zona Ipiales⁠(d). Aeroportul a fost tranzitat în 2022 de 29.828 de pasageri.
Situat la o altitudine de 2.976 m, aeroportul dispune de o singură pistă.